# 扎尼埃納
扎尼埃納（法語：Zaniena），是馬里的城鎮，位於該國南部，由錫卡索區的錫卡索省負責管轄，面積174平方公里，海拔高度318米，2009年人口10,038，人口密度每平方公里58人。